# Контрапункти
„Контрапункти“ е продуцентска и издателска компания. Тя има звукозаписна, мениджърска и импресарска дейност.
Основана е през 1993 г. от Румен Бояджиев от групата ФСБ, а името е заимствано от предаването на съпругата му Даниела Кузманова – „Контрапункти“, излъчвано по радио „Тангра“ и Канал 1 на БНТ.
Студиото извършва мастеринг и постпродукция, cъорганизатор е на фестивал „Златният Арлекин“, продуцира група „Пиромания“, група „Тъмно“, Роберта, ФСБ, a също записва и обработва музика за филмите „Изпепеляване“, „Бунтът на L.“, „Откраднати очи“, „Подгряване на вчерашния обед“, „Бай Ганьо тръгва из Европа“ и „Пътуване към Йерусалим“.
Каталогът на издателство „Контрапункти“ съдържа:
- Непотърсени спомени – Ал. Бръзицов – CD

- Румен Бояджиев – Бяло – CD

- Ruzha Semova plays Rachmaninov – CD

- Teodora Sorokow & Ruzha Semova – Poulenc, Messiaen, Vladigerov – CD

- Концерт за валдхорна и пиано от Румен Бояджиев-син – нотно издание

- Един живот не стига да живееш с музиката на ФСБ – книга

- ФСБ на живо –  DVD

- ФСБ. (точка) –  CD